# Naturaleza de Buda

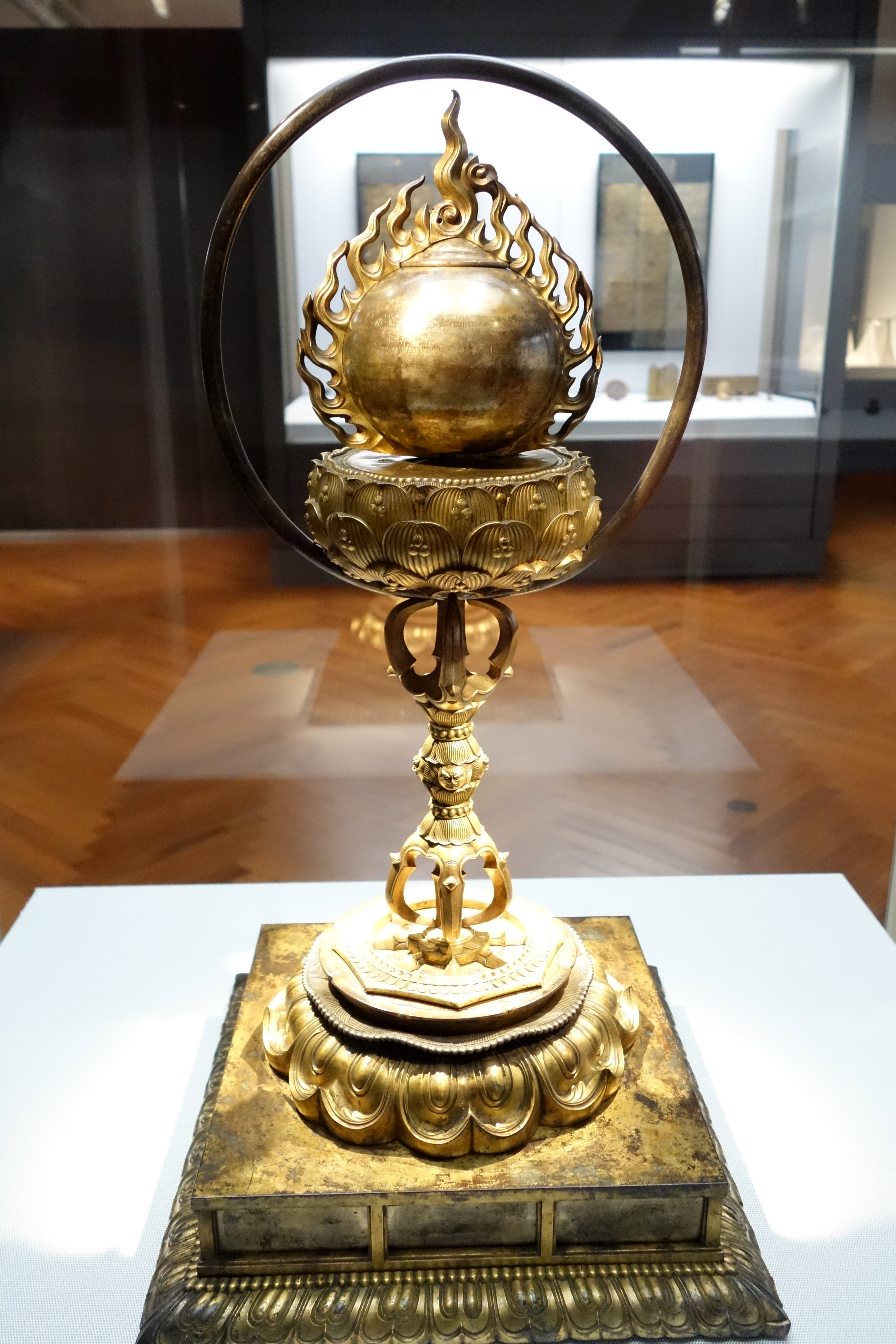
Un relicario del periodo Kamakura rematado con un cintamani (joya que cumple deseos). Los textos sobre la naturaleza de buda utilizan a menudo la metáfora de una joya mágica que todos los seres tienen, pero de la que no son conscientes.

La naturaleza de Buda se refiere a varios conceptos budistas mahāyāna importantes, sobre todo a los términos sánscritos tathāgatagarbha y buddhadhātu. Tathāgatagarbha significa "el vientre" o "embrión" (Sct. garbha) del tathāgata (es decir, un buda), mientras que buddhadhātu significa literalmente "reino de Buda" o "fuente de Buda".
La naturaleza de buda es un tema central en el budismo mahāyāna que explica cómo es posible que todos los seres sintientes puedan alcanzar el estado de un Buda. El término aparece por primera vez en varios sutras que se asocian con el periodo Gupta (siglos IV-VI de nuestra era). Uno de los significados del término es que todos los seres sintientes contienen un Buda iluminado en su interior. Paul Williams también explica que esto también puede implicar "que los seres sintientes tienen un tathāgata dentro de ellos en semilla o embrión, que los seres sintientes son los vientres o matrices del tathāgata, o que tienen un tathāgata como su esencia, núcleo o naturaleza interna esencial." Otra forma de hablar de esta idea es que es la que "permite a los seres sintientes convertirse en budas."
Tathāgatagarbha tiene una amplia gama de significados (a veces contradictorios) en la literatura budista india y, posteriormente, en la de Asia oriental y el Tíbet. La idea puede referirse a: (1) la naturaleza luminosa de la mente;(2) la mente pura (visuddhi), no contaminada; (3) "el estado natural y verdadero de la mente";(4) shunyata, una vacuidad que es una negación total (madhyamaka); (5) el alaya-vijñana (la conciencia de almacén que experimenta el renacimiento); (6) la interpenetración de todos los dharmas; y (7) el potencial de todos los seres sintientes para alcanzar la liberación. 
Los debates sobre el significado del término siguen siendo una parte importante de la escolástica budista mahāyāna.

## Etimología

### Tathāgatagarbha
El término tathāgatagarbha puede significar "tathāgata embrionario", "vientre del tathāgata", "que contiene un tathāgata"", o "esencia del tathāgata".
El chino tradujo el término tathāgatagarbha como rúláizàng (如来藏), es decir, almacén (zàng) de tathāgata (rúlái) . La traducción tibetana es de bzhin gshegs pa'i snying po, que puede traducirse como "esencia embrionaria", "núcleo" o "corazón". El término "corazón" también fue utilizado por los traductores mongoles.
El término tathagatagarbha es traducido e interpretado de diversas maneras por los traductores y estudiosos occidentales:
- Según Sally King, el término tathāgatagarbha puede entenderse de dos maneras: (1) "tathāgata embrionario", el Buda incipiente, la causa del tathāgata, y (2) "vientre del tathāgata", el fruto del tathāgata.[11]

- Wayman y Hideko también señalan que los chinos suelen tomar garbha como "útero", pero prefieren utilizar el término "embrión".[17]
- Según Brown, siguiendo a Wayman y Hideko, "embrión" es la traducción más adecuada, ya que conserva "la naturaleza dinámica y autotransformadora del tathāgatagarbha".[12]
- Según Zimmermann, garbha también puede significar el interior o el centro de algo, y su esencia o parte central.[18][19] Zimmermann concluye que tathāgatagarbha es un compuesto sánscrito bahuvrihi, que significa "que contiene un tathagata", pero señala la variedad de significados de garbha, como "que contiene", "nacido de", "embrión", "vientre (que abraza/oculta)", "cáliz", "niño", "miembro de un clan", "núcleo", que pueden ser traídos a la mente cuando se utiliza el término tathāgatagarbha.[13]

### Buddhadhātu
El término "naturaleza de buda" (chino: fóxìng, 佛性, japonés: busshō) está estrechamente relacionado en su significado con el término tathāgatagarbha, pero no es una traducción de este término. Se refiere a lo que es esencial en el ser humano.
El término sánscrito correspondiente es buddhadhātu. Tiene dos significados, a saber, la naturaleza del Buda, equivalente al término dharmakāya, y también la causa o fuente de un Buda. El vínculo entre la causa y el resultado es la naturaleza (dhātu) que es común a ambos, es decir, el dharmadhātu.
En el Vajrayana, el término para la naturaleza búdica es sugatagarbha.

## Sutras indios

### Primeras fuentes
Según Alex Wayman, la teoría del tathāgatagarbha se basa en los dichos del Buda de que hay algo llamado la "mente luminosa" (prabhāsvara citta), "que sólo está cubierta adventiciamente por las impurezas (agantuka-klesa)." La mente luminosa se menciona en un pasaje del Anguttara Nikaya que dice: "monjes, la mente es luminosa. Y está contaminada por las contaminaciones que entrantran". La escuela Mahāsāṃghika unió esta idea de la mente luminosa con la idea del mulavijñana (consciencia raíz) que sirve como consciencia básica o fundacional. De la idea de la mente luminosa surgió la idea de que existe una naturaleza o conciencia pura (visuddhi) e inmaculada (aklesha). En los tathāgatagarbha-sutras, se considera que esta naturaleza o conciencia pura es la semilla de la que crece la Budeidad.

Karl Brunnholzl escribe que la primera mención probable del término se encuentra en el Ekottarika Agama (aunque aquí se utiliza de forma diferente a los textos posteriores). El pasaje dice:
Si alguien se dedica al Ekottarikagama, Entonces tiene el tathāgatagarbha. Aunque su cuerpo no pueda agotar las impurezas en esta vida, en su próxima vida alcanzará la sabiduría suprema.

### Sutra de la Guirnalda
Según Wayman, el Sutra de la Guirnalda (Sct. Avataṃsaka-sūtra, siglos I-III de nuestra era) fue el siguiente paso en el desarrollo del pensamiento de la naturaleza de buda después del concepto de la mente luminosa. Este texto enseña que el conocimiento divino de Buda (buddhajñāna) impregna a todos los seres sensibles, y que su representación en un ser individual es la conciencia del sustrato.

### Sutra del Loto
El Sutra del Loto (sct: Saddharma-puṇḍarīka-sūtra), escrito entre el 100 a. C. y el 200 d. C., no utiliza el término naturaleza de buda o embrión de buda, pero los estudiosos japoneses sugieren que la idea está, no obstante, expresada o implícita en el texto. En el siglo VI, los comentarios del Sutra del Loto comenzaron a argumentar que el texto enseña el concepto de naturaleza de Buda y, según Stephen F. Teiser y Jacqueline Stone, "el Sutra del Loto llegó a ser ampliamente entendido como una enseñanza de la universalidad de la naturaleza de buda". El sutra comparte otros temas e ideas con los sūtras posteriores de tathāgatagarbha como el tathāgatagarbha sūtra y varios estudiosos teorizan que fue una influencia para estos textos.
El décimo capítulo hace hincapié en que todo el mundo puede liberarse, de acuerdo con el ideal del bodhisattva de las enseñanzas mahayana. Todos los seres vivos pueden convertirse en budas, no sólo los monjes y las monjas, sino también los laicos, los śrāvakas, los bodhisattvas y las criaturas no humanas. También detalla que todos los seres vivos pueden ser "maestros del Dharma".
El duodécimo capítulo del Sutra del Loto detalla que el potencial de llegar a la iluminación es universal entre todas las personas, incluso Devadatta tiene el potencial de convertirse en un buda. A la historia de Devadatta le sigue otra sobre una princesa dragón (un nāga), a la que el bodhisattva Mañjuśrī proclama que alcanzará la iluminación inmediatamente, en su forma actual.

### Sūtras Tathāgatagarbha

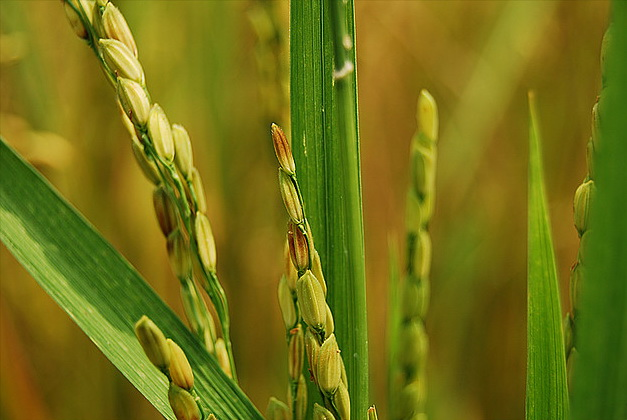
El Sūtra de Tathāgatagarbha dice que el tathāgatagarbha es como el grano de arroz contenido dentro de la cáscara de la planta de arroz

Hay varios textos indios importantes que discuten la idea de la naturaleza de buda y a menudo se denominan los " sūtras tathāgatagarbha". Según Brunnholzl "los primeros sutras mahayana que se basan en la noción de tathāgatagarbha como el potencial búdico...comenzaron a aparecer en forma escrita a finales del siglo II y principios del siglo III." Sus ideas llegaron a ser muy influyentes en el budismo de Asia oriental y en el budismo tibetano. Los sutras mahayana que mencionan esta doctrina incluyen: Sūtra de Tathāgatagarbha, Anunatva-apurnatva-nirdesa, Śrīmālādevī siṃhanāda sūtra, Mahāyāna mahāparinirvāṇa sūtra, Aṅgulimālīya sūtra y el Laṅkāvatāra sūtra.
El Sūtra de Tathāgatagarbha (200-250 CE) se considera "la expresión más temprana de esto (la doctrina tathāgatagarbha) y el propio término tathāgatagarbha parece haber sido acuñado en este mismo sutra." El sutra afirma que uno ya está primordialmente despierto y que todos los seres ya tienen la budeidad perfecta dentro de sí mismos pero no la reconocen porque está cubierta por aflicciones.

El Sūtra de Tathāgatagarbha utiliza nueve símiles para ilustrar el concepto:
Este [tathāgatagarbha] habita dentro de la mortaja de las aflicciones, como debe entenderse a través de [los siguientes nueve] ejemplos: Al igual que un buda en un loto en descomposición, la miel en medio de las abejas, un grano en su cáscara, el oro en la suciedad, un tesoro bajo tierra, un brote que brota de una pequeña fruta, una estatua del Victorioso en un trapo andrajoso, un gobernante de la humanidad en el vientre de una mujer indigente, y una imagen preciosa bajo la arcilla, este elemento [de buda] mora dentro de todos los seres sintientes, oscurecido por la contaminación de los venenos adventicios.

### El rugido leonino de la reina Śrīmālā
El Śrīmālādevī-siṃhanāda-sūtra (El rugido del león de la reina Srimala, c. siglo III de nuestra era), se centra en la enseñanza del tathāgatagarbha como principio soteriológico último. El sutra explica el embrión de Buda de la siguiente manera:
Señor, el tathāgatagarbha no es ni el yo ni el ser sensible, ni el alma, ni la personalidad. El tathāgatagarbha no es el dominio de los seres que caen en la creencia de una personalidad real, que se adhieren a puntos de vista desviados, cuyos pensamientos están distraídos por la vacuidad. Señor, este tathāgatagarbha es el embrión del Ilustre Dharmadhatu, el embrión del Dharmakaya, el embrión del dharma supramundano, el embrión del dharma intrínsecamente puro.
In the Śrīmālādevī sūtra there are two possible states or modes of the tathāgatagarbha:
Puede estar cubierto de impurezas, en cuyo caso se llama "el embrión del tathagata" (tathāgatagarbha), o puede estar libre de impurezas. En este segundo caso, el "embrión del tathāgata" ya no es un "embrión" (una potencialidad) sino que es el propio tathāgata (en la actualidad).

### Sutra de Aṅgulimāla
Según el Aṅgulimālīyasūtra (y otros sūtras), el tathāgatagarbha tiene las siguientes naturalezas fundamentales:
- Ni surge ni cesa - el tathāgatagarbha existe permanentemente, nunca surge y, por tanto, nunca se destruye.
- Independencia - el tathāgatagarbha posee la naturaleza intrínseca de la existencia independiente sin depender de otros dharmas. Por lo tanto, mientras que todos los fenómenos mundanos tienen la naturaleza de surgir y cesar, el tathāgatagarbha es intrínsecamente independiente.[42]
- No perceptividad - el tathāgatagarbha no es la mente perceptiva; no tiene las funciones perceptivas de ver, oír, sentir y conocer con respecto a los seis objetos sensoriales externos y, por tanto, tampoco tiene la naturaleza de discriminar la bondad o la maldad.
- Invariabilidad - el tathāgatagarbha y sus naturalezas fundamentales tienen la cualidad de permanencia, eternidad, imperecedera o naturaleza de diamante (vajra). Se sostienen eternamente y no cambian según la varianza del tiempo y el espacio. El Aṅgulimālīya afirma: "la permanencia es la naturaleza de Buda", "la eternidad es la naturaleza de Buda", "la invariabilidad es la naturaleza de Buda".[43]
- Almacenamiento - el tathāgatagarbha almacena las semillas kármicas de un ser sintiente.

### Mahāyāna-mahāparinirvāṇa-sūtra

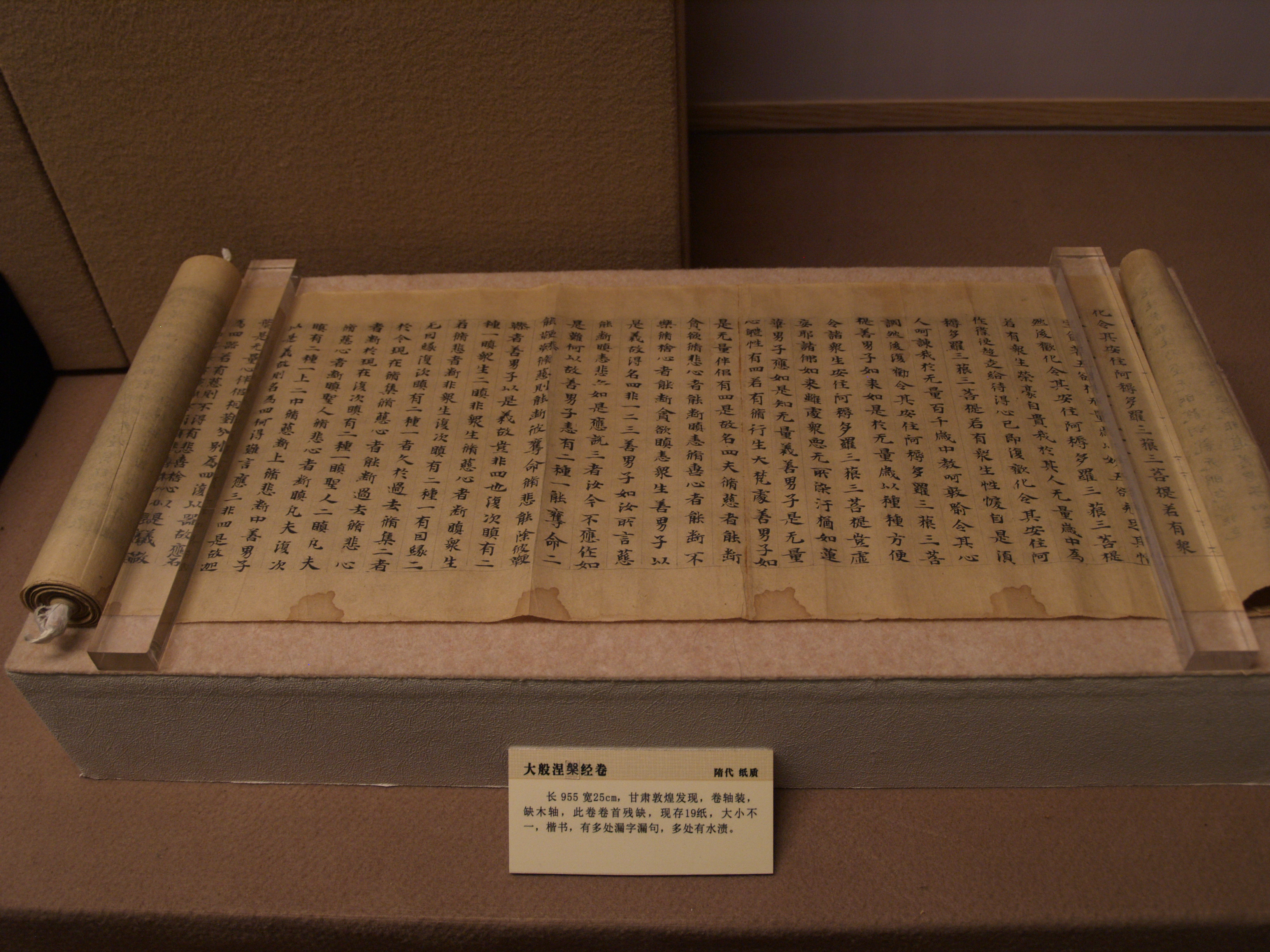
Un manuscrito de la dinastía Sui del Nirvāṇa Sūtra

El Mahāyāna-mahāparinirvāṇa-sūtra o simplemente Nirvāṇa-sūtra (c. siglo II de nuestra era) fue una obra muy influyente en el budismo chino. Según el Nirvāṇa-sūtra, los seres sensibles poseen una naturaleza sagrada (su verdadera naturaleza) que es la base para su transformación en budas. Esta naturaleza sagrada es universal y completamente inmaculada por cualquier estado psicológico y kármico en el que se encuentre un individuo."
El Nirvāṇa-sūtra equiparaba el concepto de tathāgatagarbha con el término buddhadhātu, así como con dharmakaya, la eternidad y el "buda eterno". Según Shimoda Masahiro, los autores del Nirvāṇa-sūtra eran partidarios del culto a las estupas (el término buddhadhātu se refería originalmente a las reliquias). Los autores utilizaron las enseñanzas del Tathāgatagarbhasūtra para reconvertir el culto a las reliquias físicas de Buda en el culto al Buda interior como principio de salvación.
Según el Nirvāṇa-sūtra, la naturaleza búdica está siempre presente, en todo momento y en todos los seres. Esto no significa que los seres sintientes estén actualmente dotados de las cualidades de un Buda, sino que tendrán esas cualidades en el futuro. la naturaleza búdica está oscurecida de la visión mundana por el efecto de las aflicciones mentales dentro de cada ser. Sin embargo, una vez que se han eliminado estos estados mentales negativos, se dice que el buddhadhātu brilla sin obstáculos y que entonces se puede "entrar" conscientemente en el reino del Buda y alcanzar así el nirvana inmortal.
Según Sallie B. King, el Nirvāṇa Sūtra no representa una innovación importante, y es más bien poco sistemático, lo que hizo que fuera "fructífero para los estudiantes y comentaristas posteriores, que se vieron obligados a crear su propio orden y llevarlo al texto". Según King, su innovación más importante es la vinculación del término buddhadhatu con tathagatagarbha. El sutra también presenta la naturaleza búdica o tathagatagarbha como un "Yo" (ātman) y un "verdadero yo".
Según Paul Williams, el Nirvāṇa-sūtra no considera imposible que un budista afirme un ātman siempre que esté claro cuál es la comprensión correcta de este concepto, y de hecho el sutra ve claramente ciertas ventajas en hacerlo." Paul Williams también señala que el sutra también dice que este "Yo" en realidad no es un Yo (ātman) como lo entienden los no budistas (como los hindúes, etc.), y que el Buda enseñó esto como un medio hábil (upaya) con el fin de conducir a los seres que se sienten atraídos por este tipo de idea.

### Sutra del descenso a Lanka
El Laṅkāvatāra-sūtra (Sutra del descenso a Lanka, compilado hacia el 350-400 d. C.) es conocido por combinar las doctrinas de la escuela yogacara (como el ālāya-vijñāna) con el pensamiento tathāgatagarbha. Según el Laṅkāvatāra, el tathāgatagarbha es idéntico al ālaya-vijñāna (la conciencia almacén que lleva las semillas kármicas a través de las vidas). Se dice que el ālāya-vijñāna contiene la semilla pura de un buda, es decir, el tathāgatagarbha, del que surge el despertar. La equiparación de tathāgatagarbha y ālāya-vijñāna es una visión innovadora que no se encuentra en los textos anteriores de tathāgatagarbha ni en los textos anteriores de yogacara.

El Laṅkāvatāra también advierte contra la cosificación de la idea de la naturaleza de buda, y la presenta como una ayuda para alcanzar el despertar. En este sutra, se le pregunta al Buda si el tathāgatagarbha es lo mismo que "la sustancia del yo enseñada por los filósofos" que es "un creador eterno, no calificado, omnipresente e imperecedero." El Buda responde que el tathāgatagarbha:
Es la vacuidad, el límite de la realidad, el nirvana, el ser no nacido, no calificado y desprovisto de voluntad y esfuerzo. La razón por la que los tathagatas [...] enseñan la doctrina que apunta al tathāgatagarbha es para hacer que los ignorantes dejen de lado su miedo cuando escuchan la enseñanza de la autoexistencia [anatman] y para ayudarles a realizar el estado de no discriminación y de carencia de imágenes.

## En los comentarios indios
La doctrina tathāgatagarbha también fue ampliamente discutida por los eruditos indios del budismo mahayana en tratados o comentarios, llamados śāstra, el más influyente de los cuales fue el Ratnagotravibhāga (siglo V). El erudito tibetano Go Lotsawa esbozó cuatro significados del término tathāgatagarbha tal como lo utilizan los eruditos budistas indios en general:
1. una vacuidad (falta de existencia intrínseca) que es una negación noplicativa,
2. la naturaleza luminosa de la mente,
3. el alaya-vijñana, la conciencia-almacén que lleva las semillas kármicos y los rastros de una vida a otra,
4. para referirse a todos los bodhisattvas y seres sensibles, ya que tienen el potencial de convertirse en budas

### Ratnagotravibhāga
El Ratnagotravibhāga, también llamado Uttaratantraśāstra (c. siglo V de nuestra era), es un śāstra (tratado escolástico) indio en el que se sintetizan todos los elementos y temas principales de la teoría del tathāgatagārbha. Este tratado ofrece una visión general de los sutras tathāgatagarbha autorizados, mencionando el Tathāgatagarbha-sūtra, el Śrīmālādevī, el Mahāparinirvāṇa, el Aṅgulimālīya, el Anunatva-apurnatva-nirdesa y el Mahābherīharaka-sūtra.  Presenta el tathāgatagarbha como "una realidad última e incondicional que es simultáneamente el proceso inherente y dinámico hacia su completa manifestación". Según el Ratnagotravibhāga, las realidades mundanas e iluminadas son complementarias. También afirma que "la talidad [tathata] contaminada es el tathāgatagarbha, mientras que la talidad no contaminada es la iluminación"."
En el Ratnagotravibhāga, se considera que el tathāgatagarbha tiene tres características específicas: (1) dharmakaya, (2) talidad, y (3) disposición, así como la característica general (4) no-conceptualidad.
Según el Ratnagotravibhāga, todos los seres sintientes tienen "el embrión del Tathagata" en tres sentidos:
1. el dharmakāya del tathāgata impregna a todos los seres sintientes;
2. el tathatā del tathāgata es omnipresente (avyatibheda);
3. la especie del tathāgata (gotra, sinónimo de tathagatagarbha) aparece en ellos.

El Ratnagotravibhāga iguala la iluminación con el reino nirvāṇa y el dharmakāya. Da una variedad de sinónimos para garbha, siendo los más utilizados gotra y dhatu.

Este texto también explica el tathāgatagarbha en términos de mente luminosa:
La naturaleza luminosa de la mente es inmutable, como el espacio.

### Escuela madhyamaka
Los filósofos indios madhyamaka interpretaron la teoría como una descripción de la vacuidad (śūnyatā) y como una negación no implicativa. El fuego del razonamiento de Bhaviveka afirma:
La expresión "poseer el corazón del tathāgata" se utiliza porque la vacuidad, la ausencia de signos, la ausencia de deseos, etc., existen en las corrientes mentales de todos los seres sintientes. Sin embargo, no es algo así como una persona permanente y omnipresente que es el agente interno. En efecto, encontramos pasajes como "todos los fenómenos tienen la naturaleza de la vacuidad, la ausencia de signo y la ausencia de deseo". Lo que es la vacuidad, la ausencia de signos y la ausencia de deseos es el tathāgata.”
El Madhyamakāvatārabhāsya de Chandrakirti, refiriéndose a la conciencia del almacén como la naturaleza de buda, afirma:
Uno debe saber que, puesto que [la conciencia-almacén] sigue la naturaleza de todas las entidades, no es más que la vacuidad que se enseña a través del término "conciencia-almacén".
Go Lotsawa afirma que esta afirmación se refiere a la doctrina tathāgatagarbha. El Madhyamakāvatārabhāsya de Candrakirti también argumenta, basándose en el Sutra del descenso a Lanka, que "la afirmación de que la vacuidad de los seres sintientes es un buda adornado con todas las marcas mayores y menores tiene un significado expedito" (es decir, que necesita una interpretación más profunda).

El Madhyamakaloka de Kamalashila (c. 740-795) asocia tathāgatagarbha con la luminosidad y la luminosidad con la vacuidad:
Esta afirmación "todos los seres sintientes poseen el corazón de tathāgata" enseña que todos son aptos para alcanzar el estado de despertar insuperable completamente perfecto ya que se sostiene que el término tathāgata expresa que el dharmadhātu, que se caracteriza por la falta de identidad personal y fenoménica, es la luminosidad natural.

### Yogacara
Según Brunnholzl, todos los primeros maestros indios de la escuela yogacara (como Asanga, Vasubandhu, Sthiramati y Asvabhava), siempre explican la naturaleza de buda como nada más que la talidad, es decir, la doble falta de identidad.
Algunos estudiosos posteriores de yogacara hablaron del tathāgatagarbha en términos más positivos, como Jñanasrimitra, que en su Sakarasiddhi lo equipara con las apariencias de lucidez (prakasarupa). Asimismo, Brunnholzl señala que Ratnakarasanti describe el tathāgatagarbha "como equivalente a la mente naturalmente luminosa, la autoconciencia no dual y la naturaleza perfecta."
El concepto yogacara del alaya-vijñana (conciencia de almacén) también llegó a ser asociado por algunos estudiosos con el tathāgatagarbha. Esto puede verse en las traducciones de Paramartha. El concepto de ālaya-vijñāna significaba originalmente una conciencia contaminada: contaminada por el funcionamiento de los cinco sentidos y la mente. También se entendía como el mūla-vijñāna, la conciencia base o "corriente de conciencia" de la que surgen la conciencia y la percepción.

## En el budismo chino
La idea de tathāgatagarbha fue extremadamente influyente en el desarrollo del budismo de Asia oriental. La idea de la naturaleza de buda se introdujo en China con la traducción del Mahāyāna-mahāparinirvāṇa-sūtra a principios del siglo V. Este texto se convirtió en la fuente central de la doctrina de la naturaleza de buda en el budismo chino. Basándose en su comprensión del Mahāyāna-mahāparinirvāṇa-sūtra, algunos budistas chinos sostenían que la enseñanza de la naturaleza de buda era la enseñanza budista final y que era una verdad esencial por encima de la vacuidad y las dos verdades. Esta idea se interpretó a veces como similar a las ideas de Dao y Principio (Li) en la filosofía china.

### El despertar de la fe en el Mahayana
El despertar de la Fe Mahayana fue un texto muy influyente en el desarrollo del budismo chino.Se dice que fue traducido por Paramartha (c. 499-569) y el texto se atribuye tradicionalmente a Aśvaghoṣa. Sin embargo, no existe ninguna versión sánscrita del texto, y los estudiosos contemporáneos creen que el texto es una composición original china.
El despertar de la fe contiene una síntesis del pensamiento budista chino sobre la naturaleza de buda.  Este tratado considera la doctrina de la naturaleza de buda como una teoría cosmológica, en contraste con la tradición indotibetana, en la que se destaca el aspecto soteriológico. Describe la "mente única" que "incluye en sí misma todos los estados del ser del mundo fenoménico y trascendental".
En El despertar de la fe en el Mahayana la "mente única" tiene dos aspectos: la talidad (tathata), las cosas tal como son, y el samsara, el ciclo de nacimiento y muerte. Este texto estaba en consonancia con un ensayo del emperador Wu de la dinastía Liang (c. 502-549 EC), en el que postulaba una esencia pura, la mente iluminada, atrapada en la oscuridad, que es la ignorancia. Por esta ignorancia, la mente pura está atrapada en el samsara.

### En el yogacara y el madhyamaka chino
En el siglo VI de nuestra era, la naturaleza de buda estaba bien establecida en el budismo chino y se desarrolló una amplia variedad de teorías para explicarla. Una figura influyente que escribió sobre la naturaleza búdica fue Ching-ying Hui-yuan (523-592 d. C.), un yogarín chino que defendía un tipo de idealismo que sostenía que:
"Todos los dharmas sin excepción se originan y se forman a partir de la [mente] verdadera, y aparte de la [mente] verdadera, no existe absolutamente nada que pueda dar lugar a pensamientos falsos".
Ching-ying Hui-yuan equiparó esta "mente verdadera" con el alaya-vijñana, el tathāgatagarbha y la naturaleza de buda (fóxìng) y sostuvo que era una esencia, una conciencia verdadera y un principio metafísico que aseguraba que todos los seres sintientes alcanzarían la iluminación. Según Ming-Wood Liu "la interpretación de Hui-yuan de la doctrina de la naturaleza de buda representa la culminación de un largo proceso de transformación de la naturaleza de buda de un concepto básicamente práctico a uno ontológico".
La escuela china de yogacara estaba dividida sobre la relación entre el tathāgatagarbha y el ālayavijñāna. Fa-shang (495-580), representante del yogacara del sur, afirmaba que estaban separados, que el alaya era ilusorio e impuro mientras que la naturaleza de buda era la fuente última de toda la realidad fenomenal. Mientras tanto, en la escuela del norte, se sostenía que el alaya y la naturaleza de buda eran el mismo soporte puro de todos los fenómenos. En los siglos VI y VII, la teoría yogacara se asoció a una metafísica sustancialista no dual que consideraba la naturaleza de buda como un fundamento eterno. Esta idea fue promovida por figuras como Fazang y Ratnamati.
En contraste con el punto de vista del yogacara chino, el erudito chino de madhyamaka Jizang (549-623 CE) trató de eliminar todas las connotaciones ontológicas del concepto. Jizang argumentó que la naturaleza de buda era sinónimo de términos como "tathata", "dharmadhatu", "ekayana", "sabiduría", "realidad última", "camino medio" y la sabiduría que contempla el surgimiento dependiente. En la formulación de su punto de vista, Jizang fue influenciado por el anterior pensador chino de madhyamaka, Sengzhao (384-414 CE). Jizang utilizó el compuesto "vía media - naturaleza de buda" (zhongdao foxing, 中道佛 性) para referirse a su visión. Jizang fue también uno de los primeros filósofos chinos en sostener que las plantas y los objetos insensibles tienen naturaleza de buda, a la que también llamó "verdadera realidad" y "principio universal" (dao).
En el siglo XX, el influyente maestro chino Yin Shun se basó en el madhyamaka para argumentar en contra de cualquier visión de la naturaleza de buda como base permanente de la realidad. En su lugar, el apoyó la opinión de que las enseñanzas de la naturaleza de buda son sólo un medio expeditivo (upaya). Yin Shun promovió la vacuidad (shunyata) de todas las cosas como la verdad budista última, y argumentó que la enseñanza de la naturaleza de buda era una enseñanza provisional, que se impartía para aliviar el miedo de algunos budistas respecto a la vacuidad, así como para atraer a aquellas personas que tienen afinidad con la idea de un Ser o Brahman. Más tarde, después de tomar el camino budista, se les presentaría la verdad de la vacuidad.

### Tiantai
En la escuela Tiantai, la figura principal es el erudito Zhiyi. Sin embargo, según Paul L. Swanson, ninguna de las obras de Zhiyi habla explícitamente de la naturaleza de buda. Sin embargo, sigue siendo un concepto importante en su filosofía, que se considera sinónimo del principio ekayana ("vehículo único") esbozado en el Sutra del Loto. Swanson sostiene que para Zhiyi, la naturaleza búdica es:
un proceso activo triple que implica la forma en que la realidad es, la sabiduría para ver la realidad tal como es, y la práctica necesaria para alcanzar esta sabiduría. La naturaleza de buda es triple: los tres aspectos de la realidad, la sabiduría y la práctica son interdependientes; un aspecto no tiene sentido sin los otros.
La naturaleza de buda para Zhiyi tiene, por tanto, tres aspectos que basa en pasajes del Sutra del Loto y del Sutra del Nirvana:
1. La causa directa de alcanzar la budeidad. El potencial innato en todos los seres sintientes para convertirse en Budas, que es el aspecto de la "verdadera naturaleza", la forma en que las cosas son.
2. La causa completa de alcanzar la budeidad, que es el aspecto de la sabiduría que ilumina la verdadera naturaleza y el objetivo de la práctica.
3. Las causas condicionales para alcanzar la budeidad, que es el aspecto de las prácticas y actividades que conducen a la budeidad.

El posterior erudito del Tiantai, Zhanran, ampliaría la visión de Tiantai sobre la naturaleza de buda, que consideraba sinónimo de talidad, para defender la idea de que las rocas y las plantas también tienen naturaleza de buda.

### En el budismo chan
En el budismo chan (zen), la naturaleza de buda tiende a verse como la naturaleza esencial de todos los seres. Pero la tradición zen también hace hincapié en que la naturaleza de buda es śūnyatā, la ausencia de un "yo" independiente y sustancial. En la escuela temprana de la Enseñanza de la Montaña Oriental, la naturaleza de buda se equiparaba con la naturaleza de la mente, mientras que más tarde se rechazó cualquier identificación con un término específico que pudiera reificarse. Esto se refleja en los dichos del maestro chan Mazu Daoyi (709-788), quien primero afirmó que "la mente es buda", pero luego declaró que "ni la mente ni buda".
El influyente patriarca chan Guifeng Zongmi (780-841) interpretó la naturaleza de buda como "conciencia tranquila y vacía" (k'ung-chi chih), que adoptó de la escuela chan Ho-tse. Siguiendo el sutra de Srimala, interpretó la teoría de la vacuidad tal y como se presenta en los sutras Prajñaparamita como provisional y vio la naturaleza de buda como la enseñanza definitiva del budismo.

## Budismo tibetano
En la escolástica budista tibetana, hay dos campos principales de interpretación de la naturaleza de buda. Hay quienes sostienen que tathāgatagarbha es sólo vacuidad (descrita bien como dharmadhatu, la naturaleza de los fenómenos, o bien como una negación no implicativa) y hay quienes la ven como la unión de la vacuidad y la luminosidad de la mente (que incluye las cualidades búdicas).
La escuela Gelug del budismo tibetano favorece lo que se llama la interpretación rangtong de la filosofía madhyamaka. Así, interpretan la naturaleza de buda como un término oportuno para la vacuidad de la existencia inherente. Otras escuelas, especialmente la Jonang y la Kagyu, a menudo han tendido a aceptar el punto de vista de shentong ("vacío de lo otro"), que sostiene que hay un Absoluto que "está vacío de las impurezas que son intrínsecamente distintas a él, pero no está vacío de su propia existencia inherente".
Estas interpretaciones de las enseñanzas del tathāgatagarbha han sido objeto de intensos debates en el Tíbet.

### Kadam y Gelug
Los eruditos de la escuela tibetana Kadam, como Ngok Lotsawa (1050-1109) y Chaba Chokyi Senge, sostenían que la naturaleza de buda es la vacuidad como negación no implicativa. Esto significa que es una vacuidad que es una negación total de la existencia inherente (svabhava) que no implica que nada quede sin negar (en términos de su svabhava). La escuela Gelug (fundada por Tsongkhapa), que se ve a sí misma como una continuación de la Kadam, también mantiene este punto de vista, y también sostiene, como Chaba, que las enseñanzas de la naturaleza de buda no son verdades últimas y requieren una interpretación posterior.

Kedrub Jé Geleg Balsang (1385-1438), uno de los principales discípulos de Tsongkhapa, definió así el tathāgatagarbha:
Lo que se llama "la verdadera naturaleza naturalmente pura de la mente" es la vacuidad de la mente que está vacía de estar realmente establecida. La verdadera naturaleza naturalmente pura de la mente en su fase de no estar libre de manchas adventicias se denomina "el corazón del sugata [sugatagarbha]" o "la disposición naturalmente permanente"..
Brunnholzl afirma que la opinión de Gyaltsab Darma Rinchen (1364-1432) es "que el tathāgatagarbha es el estado de un ser en el que la vacuidad de la mente está oscurecida, mientras que los budas, por definición, no poseen este tathāgatagarbha."
El 14.º Dalái lama ve la naturaleza de Buda como la "luz clara original de la mente", pero señala que, en última instancia, no existe de forma independiente o como una verdad absolutamente existente, porque, como todos los demás fenómenos, es de la naturaleza de la vacuidad.

### Sakya
Sakya Pandita (1182-1251) ve la naturaleza de buda como el dharmadhatu libre de todo punto de referencia, y que su base es la vacuidad, citando el Madhyamakāvatārabhāsya de Candrakirti. También afirma que la enseñanza de que la naturaleza de buda existe en todos los seres no es definitiva (y requiere interpretación). Por su parte, el erudito sakya Rongtön sostuvo que la naturaleza búdica es la talidad, con manchas, o la vacuidad de la mente con manchas.
El erudito sakya Buton Rinchen Drub (1290-1364), al igual que los gelugpas, sostenía que las enseñanzas de la naturaleza de buda no eran definitivas y que la disposición naturalmente permanente no es más que la vacuidad. Sin embargo, a diferencia de ellos, su punto de vista era que la base de estas enseñanzas es el alaya-vijñana y también que la naturaleza de buda es el dharmakaya de un buda pero "nunca existe en la gran masa de seres sintientes".

Según Brunnholzl, en las obras del influyente erudito sakya Gorampa Sonam Senge (1429-1489), la naturaleza de buda es:
la unidad no dual de la lucidez y la vacuidad de la mente o la conciencia y la vacuidad, libre de todo punto de referencia. No es mera vacuidad porque la vacuidad pura no puede ser la base tanto del samsara como del nirvana. Sin embargo, tampoco es mera lucidez porque esta lucidez es una entidad condicionada y el tathagatagarbha es incondicionado.
Por su parte, Sakya Chokden sostiene que la naturaleza de buda última es "la luminosidad natural de la mente, libre de todos los extremos de los puntos de referencia, que es la esfera de la sabiduría experimentada personalmente y una negación positiva".

### Jonang
La escuela Jonang, cuya figura histórica más destacada fue el erudito-monje tibetano Dolpopa Sherab Gyaltsen (1292-1361), considera que la naturaleza de buda es la base existencial del propio Buda, la "morada permanente de Buda en la base". Según Brunnholzl, Dolpopa, basándose en ciertos sutras tathāgatagarbha, sostuvo que la naturaleza de buda es "en última instancia realmente establecida, sempiterna, eterna, permanente, inmutable, y que está más allá de la originación dependiente." Este es el fundamento de lo que se denomina el punto de vista de "shentong."
El Dr. Cyrus Stearns escribe que la actitud de Dolpopa respecto a las enseñanzas sobre la naturaleza de buda es que "son las últimas declaraciones definitivas sobre la naturaleza de la realidad última, el suelo primordial o sustrato más allá de la cadena del surgimiento dependiente, y que sólo está vacío de otros fenómenos relativos".

### Nyingma
En la escuela nyingma, las doctrinas sobre la naturaleza de buda suelen estar marcadas por la tendencia a alinear la idea con los puntos de vista dzogchen, así como con el madhyamaka de Chandrakirti. Los pensadores nyingma más importantes son Rongzom (1042-1136), Longchenpa (1308-1364) y Ju Mipham (1846-1912). Mipham Rimpoché, adoptó una visión de la naturaleza de buda como la unidad de la apariencia y la vacuidad, relacionándola con las descripciones de la "base" (ghzi) en dzogchen, tal y como la esbozó Longchenpa. Se dice que esta base es primordialmente pura (ka dag, es decir, está vacía) y está espontáneamente presente (Ihun grub).

### Kagyu
Según Brunnholzl, la mayoría de los maestros kagyu sostienen que las enseñanzas de la naturaleza de buda son enseñanzas últimas y niegan que se refieran a una negación no implicativa que es sólo la vacuidad. Algunas figuras kagyu también están estrechamente alineadas con la visión shentong de Dolpopa y Taranatha (como Jamgon Kongtrul Lodro Taye).